# پال روزنبرگ (تنظیم‌کننده موسیقی)
پال روزنبرگ (انگلیسی: Paul Rosenberg؛ زادهٔ ۱ اوت ۱۹۷۱) یک موسیقی‌دان است.او مدیر برنامه ی امینم است.
او به امینم در ساختن البوم احیا کمک کرده است.